# Кызыл-Юл (Мишкинский район)
Кызыл-Юл (баш. Ҡыҙыл Юл) — деревня в Мишкинском районе Башкортостана. Входит в Баймурзинский сельсовет.

## География
Расстояние до:
- районного центра (Мишкино): 35 км,
- центра сельсовета (Баймурзино): 5 км,
- ближайшей ж/д станции (Загородная): 111 км.

## Население
| 2002 | 2009 | 2010 |
| ---- | ---- | ---- |
| 26   | ↗27  | ↘25  |

Национальный состав
Согласно переписи 2002 года, преобладающие национальности — татары (38 %).